# Start Rockin'
"Start Rockin'" är en sång av den svenska trance-duon Antiloop. Det släpptes den 7 februari 2000 av Stockholm Records som den första och ledande singeln från deras andra studioalbum, Fastlane People. Den sålde guld och nådde plats 4 i Sverige.
Texten "The beat kicks and I start rockin'" är tagen från DJ Chuck Chillout & Kool Chips "Rhythm Is the Master".
Ungefär i mitten av låten där en kvinna nynnar är tagen från Shafts "(Mucho Mambo) Sway".

## Låtlista

### CD
| Nr | Titel                                         | Längd |
| -- | --------------------------------------------- | ----- |
| 1. | Start Rockin' (Radio Version)                 | 3:30  |
| 2. | Start Rockin' (Extended Version)              | 6:09  |
| 3. | Start Rockin' (Redtop's Funky Filter Mix)     | 6:50  |
| 4. | Start Rockin' (StoneBridge Triple F Club Mix) | 7:34  |

### 12"
| 1. | Start Rockin' (Extended Version)              | 6:09 |
| 2. | Start Rockin' (Stonebridge Triple F Club Mix) | 7:34 |

| 3. | Start Rockin' (Arizona Tribe Remix)       | 6:48 |
| 4. | Start Rockin' (Redtop's Funky Filter Mix) | 6:50 |

## Medverkande
Musiker
- David Westerlund – Huvudproducent
- Robin Söderman – Huvudproducent
- Henrik Lindskog - Gitarr
- Ola Håkansson - Exekutiv producent
- Åsa Winzell – Mastring

Omslagsdesigsdesign
- Calle Stoltz - Fotografi
- Sond – Omslagsdesigsdesign

## Topplistor
| Lista                             | Topplacering |
| --------------------------------- | ------------ |
| Finland (Suomen virallinen lista) | 11           |
| Norge (VG-lista)                  | 16           |
| Sverige (Sverigetopplistan)       | 4            |

| Årslista                    | Topplacering |
| --------------------------- | ------------ |
| Sverige (Sverigetopplistan) | 86           |

## Certifikat
| Region         | Certifikat | Försäljningar |
| -------------- | ---------- | ------------- |
| Sverige (IFPI) | Guld       |               |